# Echinodorus aschersonianus
Espèce
Classification APG II (2003)
Echinodorus aschersonianus ou Epée d'eau d'Ascherson est une plante aquatique tropicale de la famille des Echinodorus. Karel Rataj la rebaptisée Echinodorus aschersonianus var. nulliglandulosus.

## Origine
Cette espèce est présente du sud du Brésil jusqu'en Argentine.

## Description
Ne dépasse pas les 15 cm.

## Maintenance
Très gourmande en lumière, celle-ci sera très intense. Les caractéristiques de l'eau n'ont pas d'importance. La température sera de 22 à 26 °C.